# سلمون البحيرات

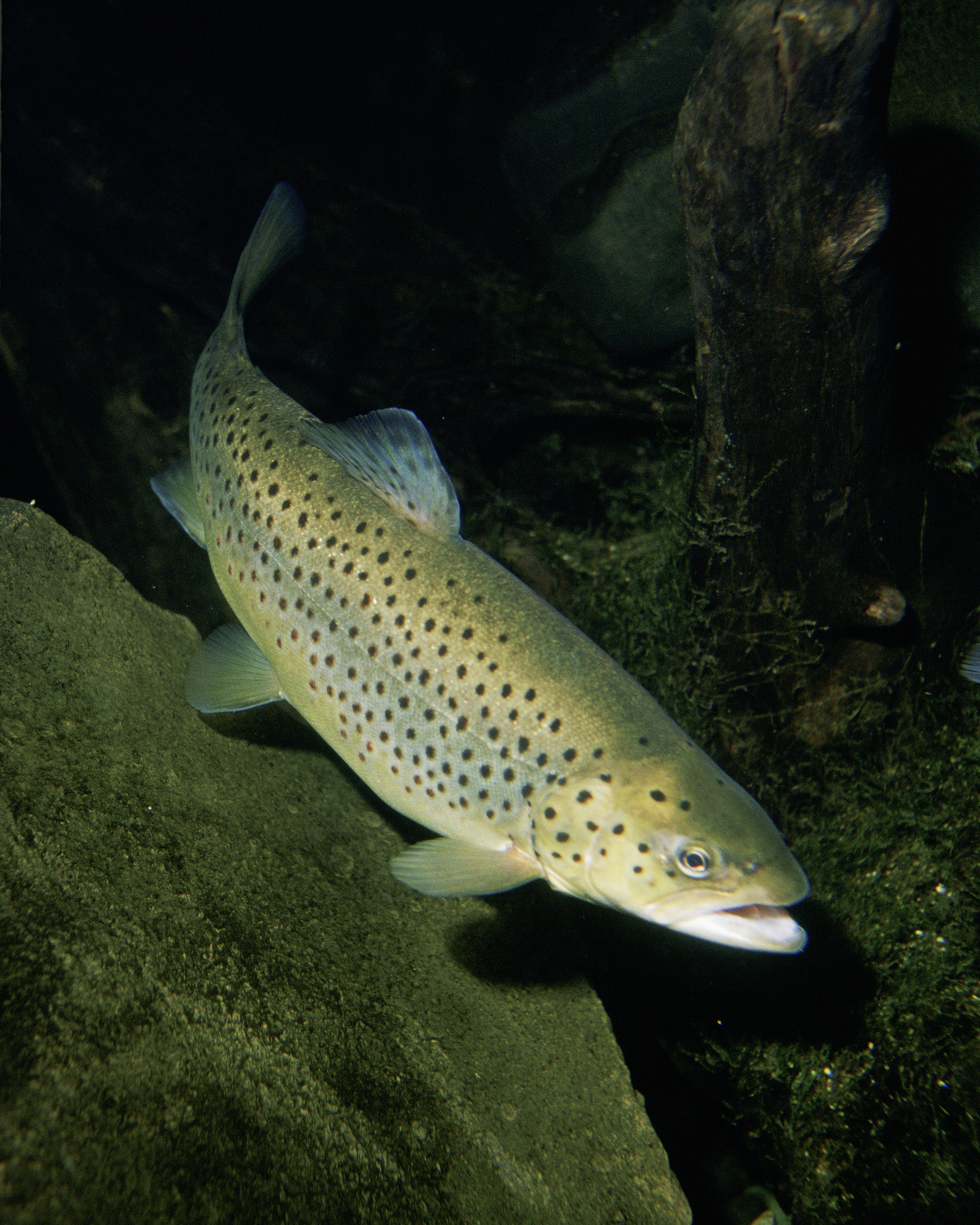

سَلْمون البُحَيرات أو صُمُون البحيرات أو السلمون المرقط البني أو الأَرِيوَان (بالإنجليزية: Brown trout)‏ (باللاتينية: Salmo trutta) هو جنس أوروبي من أسماك السلمون وموجودة بشكل واسع في بيئاتها عالمياً. ويوجد ويتكاثر في المياه العذبة البحتة، وتهاجر إلى المحيطات لفترة طويلة ثم تعود للمياه العذبة مرة أخرى السرء.
تعيش في المياه الباردة جدا في البحيرات العذبة خاصة في النصف الشمالي من الكرة الأرضية .